# Bezovica, Vojnik
Bezovica este o localitate din comuna Vojnik, Slovenia, cu o populație de 46 de locuitori.